# 倉吉市立鴨川中学校
倉吉市立鴨川中学校（くらよししりつ かもがわちゅうがっこう）は、鳥取県倉吉市関金町大鳥居にある公立中学校。

## 沿革
- 1947年（昭和22年）4月29日 - 上小鴨村外二ヶ村組合立鴨川中学校設立[3]。
- 1948年（昭和23年）4月 - 南谷分校を設置。
- 1952年（昭和27年）1月 - 現在地に校舎移転。
- 1953年（昭和28年）4月1日 - 南谷村・矢送村・山守村が合併し町制施行し東伯郡関金町発足。それに伴い 山守村立山守中学校を統合し関金町倉吉市中学校組合立鴨川中学校と改称。
- 2005年（平成17年）3月22日 - 東伯郡関金町が倉吉市に編入され、倉吉市立鴨川中学校と改称。

## 部活動

### 運動部
- 陸上競技部（男女）
- ソフトテニス部（男女）
- 野球部（男）
- バレーボール部（女）
- バスケットボール部（男女）

### 文化部
- 科学部
- 吹奏楽部

## 校区
- 倉吉市立関金小学校、倉吉市立小鴨小学校区のうち、耳・鴨河内・福山の希望する者[4]。

## 校区内の主な施設
- 関金温泉
- 鳥取県立農業大学校

## アクセス
- 日交バス関金温泉行き・明高行き「関金庁舎前」より約160m。